# Julio Burell y Cuéllar
Julio Burell y Cuéllar (Iznájar, 1 de febrer de 1859 - Madrid, 21 de febrer de 1919) fou un periodista i polític espanyol, va ser ministre d'Instrucció Pública i Belles arts, i ministre de la Governació durant el regnat d'Alfons XIII

## Carrera política
Membre del Partit Liberal va iniciar la seva carrera política com a diputat per Coruña a les eleccions generals espanyoles de 1886. a l'any 1896 ocuparia un escó representatiu de Pontevedra i el 1903 novament de La Corunya. Des de llavors i fins al 1918 tingué un escó per la província de Jaén.
Va ser governador civil de Toledo entre el 6 de desembre del 1900 i el 13 de març del 1901. Els anys 1906 i 1909 fou Director General d'Obres Públiques. Després fou Ministre d'Instrucció Pública i Belles Arts entre el 9 de juny de 1910 i el 2 de gener de 1911 amb José Canalejas y Méndez repetiria al capdavant d'aquesta cartera ministerial entre el 9 de desembre de 1915 i el 19 d'abril de 1917 en el govern d'Álvaro Figueroa y Torres Mendieta i entre el 9 de novembre i el 5 de desembre de 1918 amb el de Manuel García Prieto.
També va ser ministre de la Governació entre el 19 d'abril i l'11 de juny de 1917 en un govern de Manuel García Prieto.

## Carrera periodística
Com a periodista va treballar a El Progreso i El Heraldo, i va fundar el 1904 El Gráfico, el primer diari il·lustrat amb fotografies que va haver-hi a Espanya. En aquests anys va travar amistat amb diversos escriptors del 98. Val a dir que de la seva amistat amb Valle Inclán - a qui va proporcionar més d'una prebenda en l'Administració- queda el personatge del ministre, inspirat en ell, a Luces de Bohemia; de la qual va mantenir amb Pío Baroja la referència al viatge a Toledo que apareix en la novel·la Camino de Perfección. També fou acadèmic de la Reial Acadèmia Espanyola de la Llengua el 1919, encara que no va prendre possessió a causa de la seva mort.